# 375
375（三百七十五、さんびゃくななじゅうご）は自然数、また整数において、374の次で376の前の数である。

## 性質
- 375は合成数であり、約数は1, 3, 5, 15, 25, 75, 125, 375である。
  - 約数の和は624。
  - 約数の個数が3連続 (374, 375, 376) で同じになる12番目の中央の数である。1つ前は302、次は394。
- 101番目のハーシャッド数である。1つ前は372、次は378。
  - 15を基としたとき3番目のハーシャッド数である。1つ前は285、次は465。
- フィボナッチ数列を構成する最初の11数の和である。1つ前は231、次は608。
375 = 1 + 2 + 3 + 5 + 8 + 13 + 21 + 34 + 55 + 89 + 144
- 各位の積が各位の和の7倍になる4番目の数である。1つ前は357、次は537。(オンライン整数列大辞典の数列 A062384)
- 375 = 3 × 53
  - n = 3 のときの n × 5 n の値とみたとき1つ前は50、次は2500。(オンライン整数列大辞典の数列 A036291)
  - n = 3 のときの 3 × 5 n の値とみたとき1つ前は75、次は1875。
  - n = 5 のときの 3n3 の値とみたとき1つ前は192、次は648。(オンライン整数列大辞典の数列 A117642)
  - 2つの異なる素因数の積で p 3 × q の形で表せる20番目の数である。1つ前は351、次は376。(オンライン整数列大辞典の数列 A065036)
- 375 = 53 + 53 + 53
  - 3つの正の数の立方数の和1通りで表せる50番目の数である。1つ前は371、次は378。(オンライン整数列大辞典の数列 A025395)
- すべての桁が素数である51番目の数である。1つ前は373、次は377。(オンライン整数列大辞典の数列 A046034)
  - すべての桁が異なる素数である28番目の数である。1つ前は372、次は523。(オンライン整数列大辞典の数列 A124673)
- 375 = 202 − 25
  - n = 20 のときの n 2 − 25 の値とみたとき1つ前は336、次は416。(オンライン整数列大辞典の数列 A098603)
- 各位の和が15になる20番目の数である。1つ前は366、次は384。

## その他 375 に関連すること
- 国際電話番号の375は、ベラルーシ。
- フェラーリ・375F1は、スクーデリア・フェラーリのフォーミュラ1カー。
- ウラル-375Dは、ソビエト連邦のウラル自動車工場で開発されたトラック。
- ダウンズ (USS Downes, DD-375) は、アメリカ海軍の駆逐艦。
- ケプラー (USS Keppler, DE-375) は、アメリカ海軍の護衛駆逐艦。（未建造）
- マカビ (USS Macabi, SS-375) は、アメリカ海軍の潜水艦。